# 롬바르디아 전쟁
롬바르디아 전쟁(Guerre di Lombardia, 1423년~1454년)은 베네치아 공화국과 밀라노 공국 그리고 그들의 동맹국 사이에 벌어진 일련의 분쟁이며, 북부 이탈리아를 두고 4번의 패권 싸움을 벌여, 롬바르디아의 경제 파괴와 베네치아의 국력이 쇠약해졌다. 전쟁은 1423년에 시작하여 로디 조약이 체결된 1454년에 종료되었다. 전쟁을 치루는 동안에 이탈리아의 정치 구조가 바뀌었는데, 여러 코무네와 도시국가 경쟁 세력들중 베네치아, 밀라노, 피렌체, 교황령, 나폴리가 이탈리아 주요 다섯 강국으로 드러나게 되었다. 이들은 15세기 후반과 16세기 이탈리아 전쟁기간 동안에 이탈리아의 주요국가로서 기본적인 지도의 기틀을 이루게 되었다. 토스카나와 북부 이탈리아의 중요 문화 중심지인 시에나, 피사, 우르비노, 만토바, 페라라는 정치적인 중심에서 멀어지게 되었다.
이 전쟁에서 결과와 원인 모두 이탈리아 본토로의 베네치아의 정치력 개입과 관련됐는데, 아다강 유역으로 베네치아의 영토가 확장됐고 동맹의 변화가 있었지만 소규모의 분쟁도 존재했다. 균형의 평행추 이동은 피렌체의 동맹이였는데, 처음에는 비스콘티 가문의 침략에 맞서 베네치아와 동맹을 맺었다가 그후에 베네치아의 영토 확장 위협에 맞서 동맹을 바꿔 프란체스코 스포르차와 동맹을 맺었다. 1454년에 채결된 로디 조약은 베네치아의 분쟁이 다른곳으로 집중되면서 북부 이탈리아에 비교적 40년간의 평화를 가져다주었다.
로디 조약 후, 힘의 균형이 40년간의 평화의 시기를 존재하게 하였다. 이 시기에 이탈리아 다섯 강국 사이에는 가끔 이탈리아 동맹이라고도 알려진 상호간에 공격하지 않겠다는 서약이 있었다. 밀라노와 나폴리 사이에 잦은 긴장이 있었음에도, 평화는 밀라노가 나폴리 왕국을 누르기 위해 프랑스를 부르면서 1494년 이탈리아 전쟁이 발생할 때까지 잘 이루어졌다.

## 첫 번째 전쟁

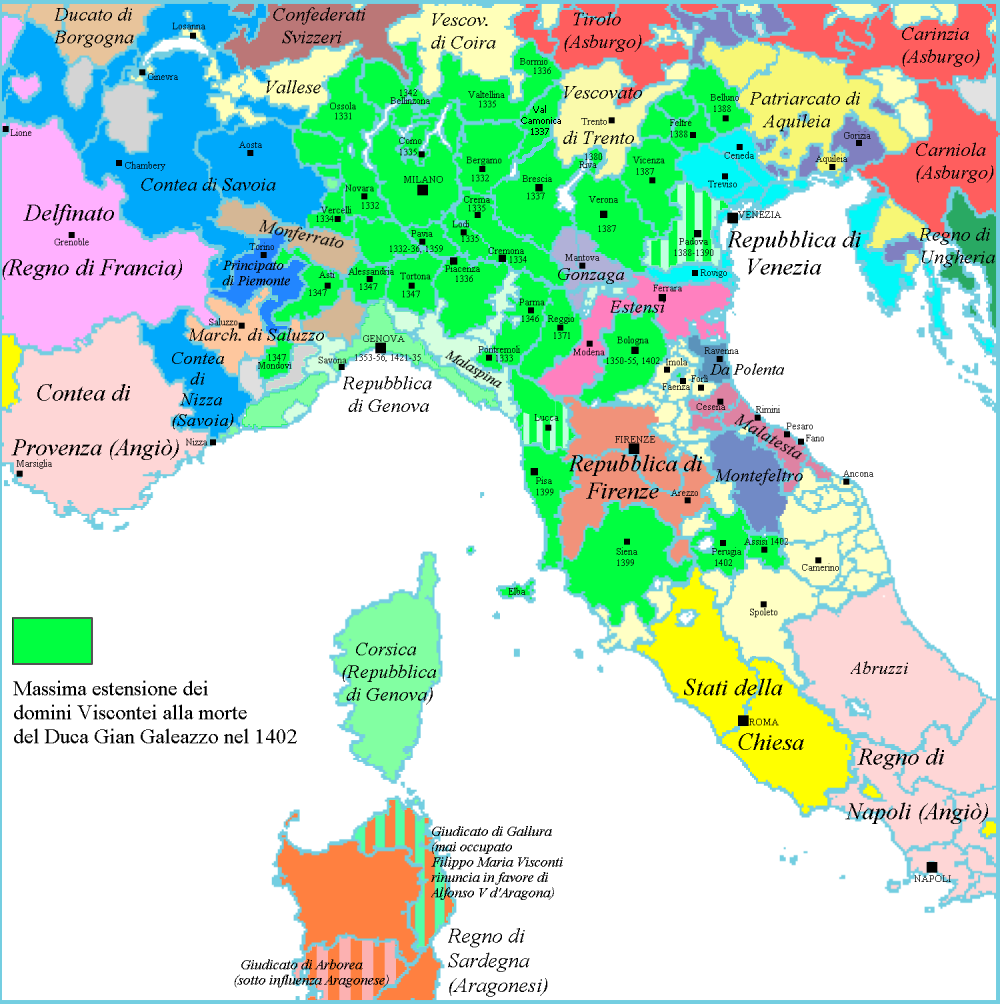
잔 갈레아초 비스콘티 시기의 밀라노 공국 영역

밀라노 공작 필리포 마리아 비스콘티의 영토 야망에 맞서 발생한 4번 중 첫 번째 전쟁은 포를리의 군주 조르조 오르델라피와 연관이 있었다. 조르조 오르델라피는 그의 아홉살된 아들 테오발도의 후견인으로 필리포 마리아를 선정했다. 이후에 이몰라 군주의 딸인 루크레치아 델리 알리도시는 이에 동의하지 않고 직접 섭정을 맡았다. 포를리인들은 이에 반란을 일으키고 밀라노인 콘도티에로 아뇰로 델라 페르골라를 도시로 불러들였다(1423년 5월 14일). 피렌체는 이에 맞서 비스콘티 가문에 전쟁을 선포하였다. 피렌체의 용병대장인 판돌포 말라테스타는 이몰라의 알리도시 가문을 돕기위해 로마냐로 진군했으나, 패배하고 이몰라는 1424년 2월 14일 함락되고 말았다. 젊은 루이지 델리 알리도시는 밀라노로 생포되어 보내졌고 며칠 뒤 파엔차의 군주 구이단토니오 만프레디가 비스콘티 세력에 가담했다. 그때 피렌체 군대를 지휘하던 카를로 말라테스타는 7월에 벌어진 차고나라 전투에서 다시 패배하고 포로로 잡혔다가, 비스콘티 가문측이 풀어주고 그도 밀라노 측에 가담하였다. 피렌체는 이어서 니콜로 피치니노와 오도 다 몬토네를 고용했지만, 그 두 명도 발디라모네에서 격퇴당했다. 오도는 전사했고 피치니노는 만프레디에게 비스콘티를 상대로 전쟁을 선포해야한다고 설득할 수 있었다.
로마냐에서의 작전이 실패한 후, 피렌체는 리구리아에서 나폴리의 아라곤인들과 동맹하여 비스콘티에 저항했다. 24척의 아라곤 갤리선 함대와 육군이 밀라노와 맞서기 위해 제노바로 보내졌지만 실패하였다. 그동안에 피치니노와 다른 콘도티에로 프란체스코 스포르차는 비스콘티 가문에 고용되었었는데, 구이도 토렐로가 지배하는 토스카나를 침공하도록 군대를 보냈었다. 그는 나중에 안기아리(Anghiari)와 파주올라(Faggiuola)에서 피렌체 군대를 패배시켰다.
피렌체의 재앙은 1425년 12월 4일 서약을 맺은 베네치아 공화국으로 반격하였다. 베네치아의 참전 동의는 베네치아의 롬바르디아 정복을 위한 파견과 피렌체의 토스카나와 로마냐 정복을 위한 파견등 두 국가간의 공동 비용을 추구하였고, 또다른 콘도티에로 카르마뇰라는 동맹군의 총사령관으로 임명되었다. 뒤이은 전쟁 기간(1425년–26년)에 최근까지 비스콘티 가문의 봉급을 받았던 카르마뇰라는 엄청난 수의 포병들을 동원하여 오랜 공성전을 거친후, 밀라노가 얼마전에 획득한 브레시아를 점령하였다(1426년 11월 26일). 한편 프란체스코 벰보 휘하의 포강에 있던 베네치아 함대는 파도바까지 진군하였고, 피렌체는 토스카나에 있는 그들의 영토를 회복하였다. 교황의 지지를 얻기 위해 이미 포를리와 이몰라를 교황에게 넘긴 비스콘티 가문은 중재를 요청했다. 교황 특사 니콜로 델리 알베르가티의 중재를 통해, 평화 조약이 1426년 12월 30일 베네치아에서 채결됐다.
비스콘티 가문은 리구리아에서 피렌체가 점령한 땅을 돌려받았지만, 아메데오 8세 디 사보이아가 정복한 베르첼리 지역을 포기해야했고, 브레시아를 베네치아에게 넘기고 로마냐와 토스카나를 침입하지 않겠다고 약속했다.

## 두 번째 전쟁
평화는 오래가지 못 하였다. 지기스문트 신성 로마 황제의 조언을 받은 비스콘티 가문은 조약을 거부하고 1427년 5월 전쟁을 일으켰다. 밀라노는 카살마조레를 점령하고 브레셸로를 포위하였으며(브레셸로 파견된 함대는 벰보가 이끄는 베네치아 함대에 불태워졌다), 니콜로 피치니노가 5월 29일 고톨렌고(Gottolengo)에서 카르마뇰라를 격퇴시키는등, 초기에 승리를 가져갔다. 베네치아 사령관은 니콜로 피치니노를 후퇴시켜내고 7월 12일에 카살마조레를 정복한 반면에 파르마 인근 몇 개의 성의 군주인 오를란도 팔라비치노는 아메데오 8세와 같이 비스콘티에 반란을 일으켰고 조반니 자코모 델 몬페라토는 동쪽으로부터 롬바르디아를 침공했다.
비스콘티 가문은 스포르차, 델라 페르골라(della Pergola), 피치니노, 구이도 토렐로 같은 당시 최고의 콘도티에로들에 기대했다. 하지만 그들은 이기심 넘쳤기에, 카를로 말라테스타를 총사령관으로 임명하였다. 그는 이후에 마클로디오에서 밀라노군을 이끌었지만, 카르마뇰라 지휘하의 베네치아군에 대패하였다. 하지만 그 승리는 결정적이지 못했고, 비스콘티 가문은 아마데오 8세와 화해하고자 베르첼리를 넘겨주고 그의 딸 사보이아의 마리아와 혼인하였다. 하지만 스포르차가 제노바 망명군에게 패배하고 지기스문트의 도움을 원하자, 비스콘티 가문은 조약을 제안하였다. 교황의 중재하에 평화 조약은 1428년 4월 18일 페라라에서 체결됐다. 베네치아 총독이 베르가모와 크레마(1429년)에 파견되었고, 추가적으로 브레시아를 베네치아 소유로 인정했다. 피렌체는 볼테라 외에도 반란으로 잃었던 요새들을 되찾았다. 볼테라를 진입하기 위해 보내진 니콜로 포르테브라초 휘하의 피렌체 군대는 그 후에 과거 비스콘티 가문과 편을 섰던 파올로 구이니지가 군주로 있던 루카를 침공했다.

## 세 번째 전쟁
세 번째 전쟁(1431년-33년)은 비스콘티 가문이 3,000명의 기병과 함께 프란체스코 스포르차를 보내 루케세를 차지한 것(하지만 결국에는 스포르차가 떠난 후 루카를 포위하던 피렌체군을 5만 두캇에 매수했다)이 원인이 되어 발발하였다. 비스콘티 가문은 제노바 공화국을 피렌체에 전쟁을 선포하도록 하였다. 그후에 세르키오 하구에서 피렌체군의 사령관 구이단토니오 다 몬테펠트로를 격퇴(1430년 12월 2일)시킨 것이, 피렌체인들에게 베네치아와 한 차례 더 동맹 관계를 맺도록 유도하였고, 베네치아 출신의 신임 교황 교황 에우제니오 4세의 지지와 함께 옛 동맹이 재건되었다. 비스콘티 가문은 피치니노와 스포르차를 재고용하여 카르마뇰라와 맞서게 하면서 대응하였다.
동맹군은 처음에 손치노(1431년 5월 17일)에서 패배했지만, 한편 루이지 콜론나가 크레모나에서 베네치아군 패배시켰고, 크리스토포로 라벨로(Cristoforo Lavello)는 몬테페라토 군을 후퇴시켜냈으며, 피치니노는 토스카나에 강력한 진지를 설치하였다. 동맹군에 또다시 실망을 가져다 준 것은 파비아 인근에서 니콜로 트레비사니 지휘하의 밀라노군에게 포 함대의 전멸이었다(6월 23일). 1431년에 비스콘티 가문은 몬테페라토의 조반니 자코모를 상대로 도움을 주는 대가로 사보이아의 아메데오 8세와 소중한 동맹 세력을 만들었다.
베네치아는 1431년 8월 27일에 산프루투오소에서 제노바에게 해전에서 승리를 거뒀지만, 야전에서는 베네치아군 사령관 카르마뇰라는 전투를 피하기 위해 조심스럽게 이동했고 비스콘티 가문에 매수되었다는 의심이 떠올랐으며, 나중에는 황제 지위를 받으러 이탈리아에 온 지기스문트에 가담하였다. 카르마뇰라는 직위가 정지되고 10인 위원회가 그를 소환하여, 1432년 3월에 반역죄로 체포되었고 두칼레 궁전 밖에서 참수형됐다. 1432년 11월 베네치아군은 밀라노군과 1431년에 베네치아에 침략당했던 발텔리나군이 참여한 델레비오에서 피치니노에 괴멸되었다.
1433년 5월 페라라에서 채결된 평화 조약은 불안정한 현상으로 이루어졌다. 루카와 그 동맹들 사이에 벌어진 피렌체의 전쟁은 이전의 현상으로 돌아오는 결과로 이어졌지만, 거대 동맹 지도자의 성과 부족으로 카리스마를 잃었으며, 베네치아 도제 프란체스코 포스카리는 사임 직전까지 갔고, 반면 코시모 데 메디치는 체포되어 파도바에 유폐되었다. 평화 조약의 또 다른 결과로 사보이아의 위성국으로 몬페라토가 축소된 것이다.

## 네 번째 전쟁
이른바 "네 번째 전쟁"이라고 불리는 국경 문제는 개인적으로 적대적이였던 콘도티에로인 가타멜라타와 나중에 명목상 베네치아를 위해 싸운 프란체스코 스포르차 사이에 전쟁이였고, 반면에 비스콘티 가문 측은 에우제니오 4세를 위해 마르케를 재정복하겠다고 약속한 니콜로 피치니노가 이끌었다. 하지만 그가 라벤나와 볼로냐를 점령했을 때, 약속을 저버리고 점령한 도시들을 밀라노의 종주권하로 인정시켰다.
잔프란체스코 1세 곤차가에 의해 밀려난 피치니노는 베네치아 소유의 롬바르디아 지역을 침략했다. 그는 1438년 9월에 브레시아를 포위하였고 베르가모와 베로나를 공격했다. 이에 대한 반응으로 베네치아는 피렌체와 프란체스코 스포르차와 당시에 유명한 사령관들인 아스토레 2세 만프레디, 피에트로 페르살리노, 스포르차를 도와주는 대가로 폴레시네를 회복한 니콜로 3세 데스테등과 동맹을 맺었다.
밀라노군은 토스카나에서 여러 차례 패했고 손치노(1440년 6월 14일)에서도 패배하면서, 베네치아가 전쟁에 승리한 것으로 보였으며, 스포르차는 이 승리로 베네치아에 훈장을 받으러 가기도 하였다. 하지만 피치니노가 1441년 2월에 로마냐에서 돌아오고 키아리(Chiari)에서 스포르차의 수비대를 괴멸시켰다. 스포르차는 피치니노는 그가 밀라노에 다시 호의적으로 보일 어떠한 가능성도 제거해버렸을 때, 마르티넨고를 포위했다. 승리가 그의 손에 떨어졌을 거라고 믿고 있을 때, 스포르차는 비스콘티 가문에게 마르티넨고와 피아첸차의 영주권과 교환하자고 요청했다. 밀라노의 군주도 스포르차에게 동의하는 의사를 보냈다.
스포르차는 카브리아나(Cavriana) 야전에서 양측의 중재인으로서 활동했으며, 카르마뇰라가 그의 머리를 잃으면서, 그 활동을 완수했다. 큰 영토 변화 없었던 것은 뒤이은 1441년 11월 20일 크레모나에서 채결된 평화 조약 때문이였고, 베네치아는 라벤나를, 피렌체는 카센티노를 지켜냈다. 피치니노는 파르마의 오를란도 팔라비치노(Orlando Pallavicino)의 영지를 상으로 받은 반면에 필리포 마리아 비스콘티는 제노바의 독립을 인정해야 했고 다시 한번 토스카나와 로마냐에 간섭하지 않겠다는 약속을 했다.

## 여파
전쟁이 끝나고, 주요 가문과 정치 세력들의 변화가 있었다. 프란체스코 스포르차는 필리포 마리아의 딸 비안카 마리아 비스콘티와 혼인을 하였고 비스콘티 가문에서 일하게 되었다. 피렌체는 코시모 데 메디치의 새로운 집권 시기가 열였다. 1447년에 필리포 마리아 비스콘티가 사망하고, 로렌초 데 메디치의 후원하에 프란체스코 스포르차는 밀라노를 손에 넣었다(1450년 5월). 밀라노의 스포르차와 피렌체의 메디치는 동맹을 맺어 새로운 연합으로 부상하여, 베네치아와 나폴리 왕국에 맞섰다. 롬바르디아 전쟁에서 체결된 로디 조약(1454년 5월)은 교황 니콜라오 5세의 축복하에 4개의 패권자들인 베네치아, 피렌체, 나폴리, 밀라노의 보편적 합의를 바탕으로 체결되었다.

## 같이 보기
- 필리포 마리아 비스콘티
- 페라라 전쟁
- 이탈리아 전쟁

## 참고
1. ↑  베네치아는 1402년에 베로나를, 1405년에 파도바를, 그리고 베네치아의 테라 페르마(terra ferma, 본토)인 나머지 롬바르디아 동부 지역을 진압했다. 이전에 베네치아는 절대적으로 해상력만 가지고 있었고, 제노바 공화국과의 전투에서 특히 절정에 오른 키오자 전투등 모두 해전이었다.
2. ↑  오스만의 영향력이 발칸반도로 확장되고 에게해에서 1415년 이래로 간혈적인 전쟁이 발발함
3. ↑  하지만 잠시 페라라 전쟁 (1482년–1484년)이 발발하여 바뇰로 조약이 채결됐다.
4. ↑  1421년 이후로 밀라노는 제노바를 지배했다.
5. ↑  암브로시아 공화국이 잠시 동안 유지되다가 사라진 이후.

## 참고 자료
- 니콜로 마키아벨리, 피렌체의 역사 Books IV.i-VI.vi The wars in Lombardy from the Florentine perspective.
- Veneto.org: 베네치아의 역사